# Sacontala
Sacontala (auch in der Schreibweise Sakontala oder Sakuntala gebräuchlich) ist ein unvollendet gebliebenes, ursprünglich auf drei Akte angelegtes Opernfragment von Franz Schubert, 1820 komponiert, D 701, nach einem vollständig überlieferten Textbuch von Johann Philipp Neumann nach Kalidasas Werk Shakuntala.

## Geschichte
Schubert begann das Werk im Oktober 1820 niederzuschreiben, brach die Komposition aber im Frühjahr 1821 ab, vermutlich, weil die Wiener Hofoper zunächst die Oper Zemire und Azor von Louis Spohr gespielt hatte, mit deren Sujet sie eng verwandt war. Nur zum ersten und zweiten Akt gibt es Entwürfe, elf Szenen des Fragments existieren in Partiturskizze, die zum größten Teil die grundlegenden Melodielinien der Singstimmen und des Basses wiedergibt. Vollständig instrumentiert sind nur Teile der Introduktion und die letzten Takte im Finale zum ersten Akt.
Johann Philipp Neumann, der Librettist der Sacontala, griff auf das Schauspiel Abhijnanashakuntala des indischen Dichters Kalidasa zurück, der seit dem Ende des 18. Jahrhunderts in Europa populär war, und stützte sich auf die im Jahr 1800 in Wien erschienene deutsche Übersetzung von Georg Forster.

### Fassung Racek
Der österreichische Komponist und Musikwissenschaftler Fritz Racek erstellte von Schuberts Opernfragment eine mit Ergänzungen eingerichtete Fassung, die am 12. Juni 1971 bei den Wiener Festwochen von der Rumänischen Staatsoper Timișoara unter Leitung von Cornelia Voina uraufgeführt wurde.

### Fassung Rasmussen
Nach dem im Jahr 2001 von Thomas Aigner wieder gefundenen Libretto in der Wiener Stadt- und Landesbibliothek konnte die Reihenfolge der Musiknummern geklärt werden. Der dänische Komponist und Musikwissenschaftler Karl Aage Rasmussen erarbeitete daraufhin eine weitere Aufführungsversion, indem er die Skizzen Schuberts behutsam orchestrierte und vollendete.
Am 4. Oktober 2006 erlebte diese Version bei den Herbstlichen Musiktagen Bad Urach in der Stadthalle Metzingen ihre konzertante Uraufführung. Frieder Bernius dirigierte den Kammerchor Stuttgart und die Deutsche Kammerphilharmonie Bremen, es erschien ein viel beachteter Mitschnitt dieser Aufführung. Bernius bot das Werk in folgender Besetzung dar:
- Sacontala (Sopran) – Simone Nold
- Duschmanta (Tenor) – Donat Havar
- Kanna (Bass) – Martin Snell
- Madhawia (Bass) – Konrad Jarnot
- Durwasas (Bass) – Stephen Loges

Dank des hier entstandenen Mitschnitts wurde das Saarländische Staatstheater auf das Werk aufmerksam. Die szenische Uraufführung der von Rasmussen komplettierten Fassung des Schubertschen Opernfragments erfolgte am 27. März 2010 durch das Saarländische Staatstheater Saarbrücken. Die Saarbrücker Aufführung hatte folgende Besetzung:
- Duschmanta: Algirdas Drevinskas
- Sacontala: Elizabeth Wiles
- Durwasas / Madhawia: Guido Baehr
- Kanna: Hiroshi Matsui
- Amusina / 1. Mädchen: Sofia Fomina
- Priamwada / 2. Mädchen: Judith Braun
- Fischer: Stefan Röttig
- Performance-Künstler: Skall
- Menaka: Elena Kochukova
- Ein Dämon/1. Häscher: Timo Päch
- Ein Dämon/2. Häscher: Harald Häusle

- Musikalische Leitung: Christophe Hellmann
- Inszenierung: Berthold Schneider
- Bühnenbild: Veronika Witte
- Kostüme: Doey Lüthi
- Choreinstudierung: Jaume Miranda